# Habronyx limbatus
Habronyx limbatus là một loài tò vò trong họ Ichneumonidae.